# Epidendrum sodiroi
Epidendrum sodiroi är en orkidéart som beskrevs av Rudolf Schlechter. Epidendrum sodiroi ingår i släktet Epidendrum och familjen orkidéer.
Artens utbredningsområde är Ecuador. Inga underarter finns listade i Catalogue of Life.